# Třída Antarès
Třída Antarès je třída minolovek francouzského námořnictva. Celkem byly postaveny tři jednotky této třídy. Ve službě jsou od roku 1993. Mezi jejich hlavní úkoly patří výcvik, vyhledávání vraků a čištění plavebních tras od nebezpečných objektů. V těchto rolích nahradily minolovky třídy Agile.

## Stavba
Tři jednotky této třídy postavila v letech 1992–1995 loděnice SOCARENAM v Boulogne-sur-Mer.
Jednotky třídy Antarès:
| Jméno            | Založení kýlu      | Spuštěna           | Vstup do služby   | Status  |
| ---------------- | ------------------ | ------------------ | ----------------- | ------- |
| Antarès (M770)   | 8. prosince 1992   | 4. června 1993     | 15. prosince 1993 | aktivní |
| Altaïr (M771)    | 7. června 1993     | 15. listopadu 1993 | 9. července 1994  | aktivní |
| Aldébaran (M772) | 15. listopadu 1993 | 11. února 1994     | 10. března 1995   | aktivní |

## Konstrukce

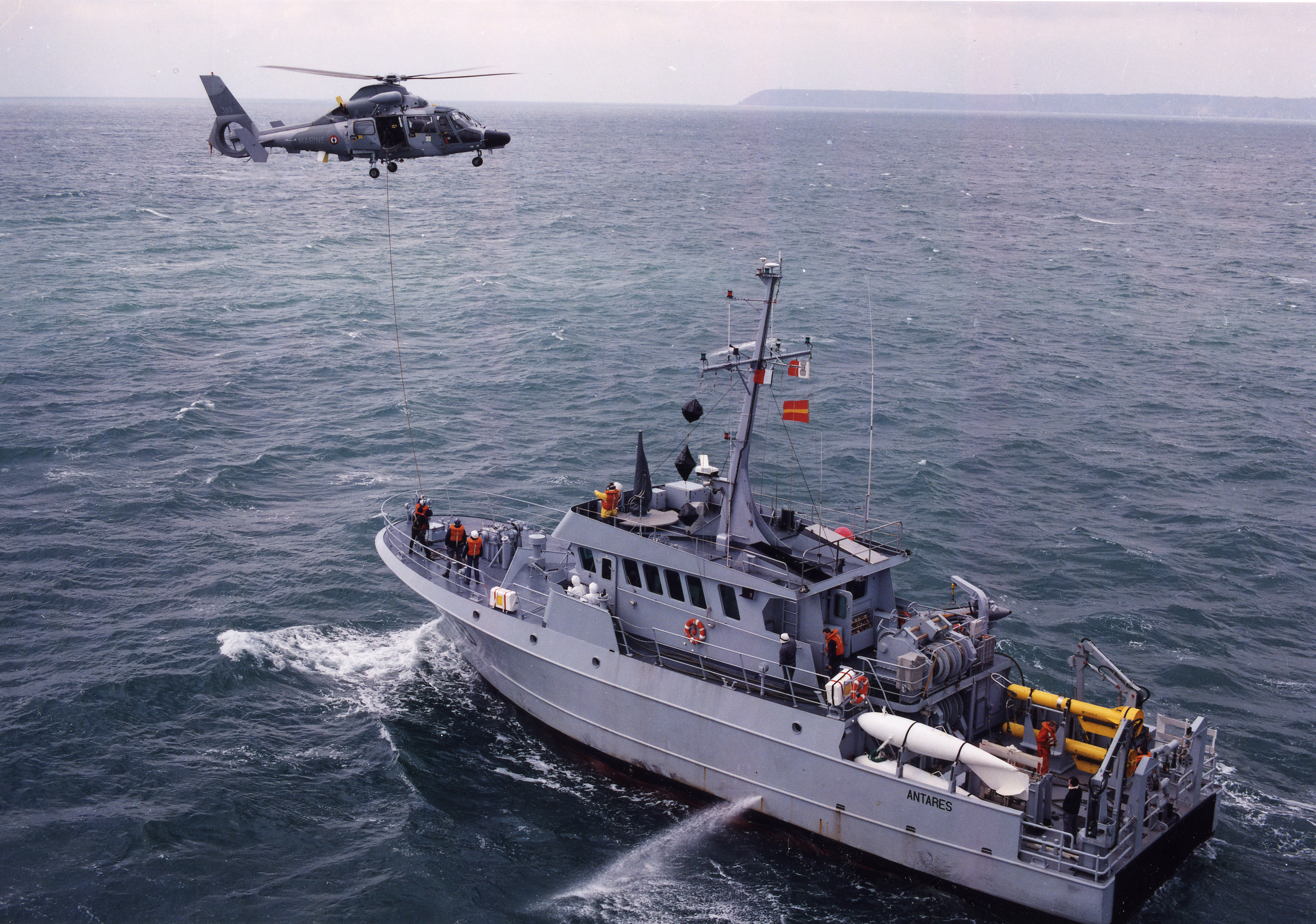
Antarès (M770)

Plavidla jsou vybavena navigačním radarem DRBN-34A a sonarem DUBM-41B, který může vyhledávat miny až do hloubky 80 metrů. Jsou vyzbrojena jedním 12,7mm kulometem. Jsou vybavena mechanickým tralem OD3. Pohonný systém tvoří jeden diesel Baudouin 12P15-2SR o výkonu 800 hp, pohánějící jeden lodní šroub. Nejvyšší rychlost dosahuje 11 uzlů.